# Walburga (święta)
Walburga, również Waldburga, Walpurgis (ur. ok. 710 w Devon, zm. 25 lutego 777 lub 779 w Heidenheim) – angielska mniszka i misjonarka na terenie Niemiec, córka księcia Wessex św. Ryszarda z Lukki (zwanego królem Anglii), święta Kościoła katolickiego.

## Żywot świętej
Kiedy miała 11 lat ojciec wysłał Walburgę do klasztoru w Wimborne Minster (w Dorset), sam wraz z synami wyruszył na pielgrzymkę do Ziemi Świętej (zmarł zaledwie po roku podróży). Wimborne znane było z dyscypliny i wysokiego standardu nauczania, Walburga otrzymała więc solidne wykształcenie. W przyszłości pozwoliło jej to spisać wydarzenia z życia jej świętych braci – często uważana jest w Anglii i Niemczech za pierwszą kobietę-pisarza. Przez 26 lat pobytu w Wimbrone, złożyła śluby zakonne i przygotowywała się do pracy misyjnej.
W 748, w odpowiedzi na wezwanie św. Bonifacego-Winfrida, który prowadził ewangelizację Niemiec i był pierwszym misjonarzem, który korzystał z pomocy misyjnej kobiet, Walburga wraz ze św. Liobą i wieloma innymi zakonnicami została wysłana na kontynent. Gdy w czasie przeprawy przez kanał La Manche rozpętała się burza, Walburga uklęknęła na pokładzie statku i rozpoczęła modlitwę – burza natychmiast ucichła. Był to cud, o którym opowiadali żeglarze i który przyniósł Walburdze poważanie i cześć.
Po przybyciu do Niemiec święta spędziła dwa lata w Bishofsheim, po czym została mianowana siostrą przełożoną klasztoru założonego w Heidenheim przez jej brata Winebalda, który był opatem w pobliskim opactwie.
Walburga, z racji znajomości medycyny, zajmowała się m.in. chorymi i umierającymi. Legendy donoszą o jej licznych cudach. Po śmierci Winebalda w 776 (niektóre źródła podają rok 761), Walburga została mianowana przez drugiego brata – Willibalda, ówczesnego biskupa Eichstätt – przełożoną obu zakonów żeńskiego i męskiego. Funkcje te pełniła aż do śmierci.
Została pochowana obok brata Winibalda. Oba groby zasłynęły wieloma cudami.

## Relikwie

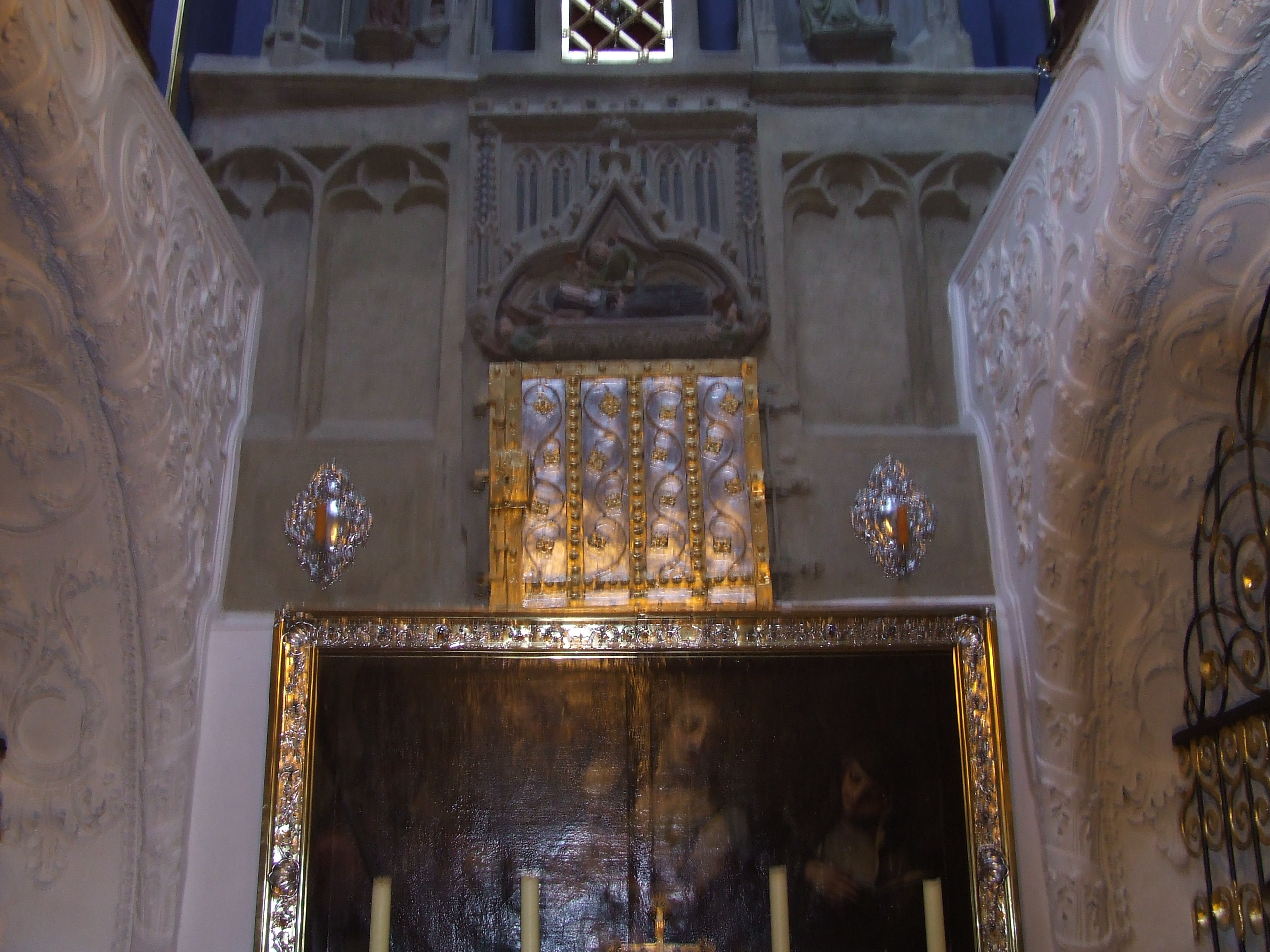
Krypta z relikwiami św. Walburgi w klasztorze jej imienia w Eichstätt

Grobami opiekował się Willibald aż do swojej śmierci w 786. Zakony Walburgi popadły w ruinę w czasach biskupa Gerhoha, następcy Willibalda. Około roku 870 Otkar, biskup Eichstätt pragnąc przywrócić świetność klasztorowi w Heidenheim, zaczął prace renowacyjne. Pracujący przy odnowie budynków zbezcześcili grób Walburgii, która następnie okazała się we śnie biskupowi i żaliła na takie potraktowanie jej szczątków. Krótko potem zawaliła się północna ściana kościoła – co interpretowano jako oczywisty znak niezadowolenia świętej. Otkar szybko dokonał ekshumacji i przeniósł relikwie do Eichstätt 21 września tego samego roku (według innych źródeł 1 maja) i właśnie to wydarzenie, a nie rozwiezienie relikwii 1 maja, stało się źródłem kultu świętej w tym dniu). Spoczęły one w kościele Świętego Krzyża, obecnie Świętej Walburgi.
W 893 roku, następca Otkara na stanowisku biskupa, Erchanbold otworzył relikwiarz, aby przekazać część szczątków św. Walburgi klasztorowi w Monheim. Przy wydobyciu relikwii odkryto, iż ciało św. Walburgi pokryte było cennym olejem. Monheim stało się miejscem pielgrzymek i tam w latach 893–900 odnotowano 54 cuda. Olej wypływa ze świętych szczątków do dziś w październiku i lutym (z przerwami w czasach interdyktu i gdy w kościele przelano krew w czasie rabunku) i ma właściwości lecznicze. Olej jest zbierany i przesyłany do kościołów na całym świecie.

## Kult
Rozwiezienie relikwii Walburgi po różnych kościołach miało miejsce 1 maja 893.
Kościół katolicki wspomina św. Walburgę dwukrotnie;
- 25 lutego (w roku przestępnym 26 lutego), w rocznicę śmierci
- 1 maja (rozwiezienie relikwii)

Święto Walburgi 1 maja, w połączeniu z celtyckim świętem Beltane w przeddzień, dało początek obchodom Nocy Walpurgii. W Szwecji palono z tej okazji ogniska, w celu powitania wiosny. W późniejszej tradycji z Nocą Walpurgii związano przekaz o sabacie czarownic na górze Brocken w Niemczech. Historia ta, po raz pierwszy pojawiająca się w 1668 roku, zyskała popularność dzięki Faustowi Goethego.
Ikonografia
W ikonografii św. Walburga przedstawiana jest jako mniszka w habicie benedyktyńskim z małą fiolką lub jako mniszka z pastorałem i koroną u stóp – wskazującą na jej królewskie pochodzenie; czasem występuje w grupie innych świętych czczonych 1 maja - ze św. Filipem, św. Jakubem Mniejszym, św. Zygmuntem, królem Burgundii.
Patronat
Św. Walburga jest patronką rolników, żeglarzy i zwierząt domowych; chroni m.in. przed wścieklizną, kaszlem, dżumą, chorobami oczu, burzami i głodem. 
Jest także patronką wielu miast: Eichstätt, Veurne, Oudenaarde, Antwerpii, gdzie zatrzymała się w drodze do Niemiec, Groningen, Weilburga, Zutphen, i diecezji w Plymouth.